# ضعف البصر بسبب الضغط القحفي

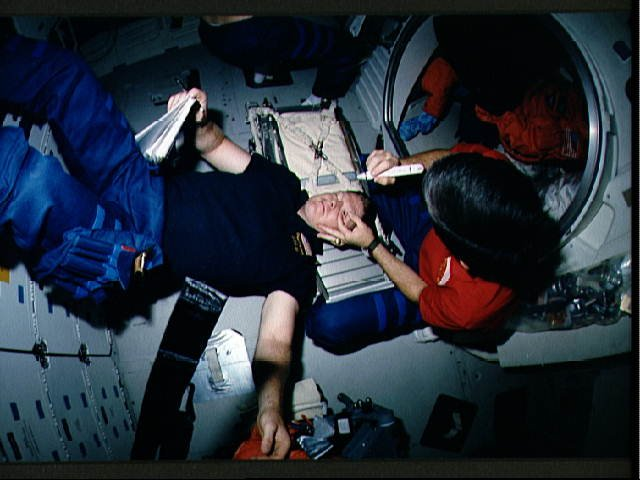

يُفترض حدوث ضعف البصر الناجم عن رحلات الفضاء، نتيجة لزيادة الضغط داخل الجمجمة. إن دراسة التغيرات البصرية والضغط داخل المخ لدى رواد الفضاء على متن رحلات طويلة الأمد هو موضوع حديث نسبيًا يهم محترفي الطب الفضائي. وعلى الرغم من أن العلامات والأعراض المبلغ عنها لم تبدو شديدة بما يكفي لإحداث العمى في الأمد القريب، فإن العواقب الطويلة الأمد المترتبة على ارتفاع الضغط داخل القحف بشكل مزمن غير معروفة.
أفادت وكالة ناسا أن خمسة عشر من رواد الفضاء الذكور كبار السن (45 إلى 55 عامًا)، تعرضوا لتغيرات بصرية وتشريحية مؤكدة أثناء الرحلات الجوية الطويلة أو بعدها. إذ وُثقت وذمة القرص البصري، وتسطح كرة العين، والطيات المشعّة، والتحولات المفرطة في النظر، وزيادة الضغط داخل الجمجمة لدى رواد الفضاء هؤلاء. شهد بعض الأفراد تغيرات مؤقتة في فترة ما بعد الرحلة، بينما أبلغ آخرون عن تغيرات مستمرة بدرجات متفاوتة من الخطورة.
وعلى الرغم من أن السبب الدقيق غير معروف في هذا الوقت، فمن المُتوقع أن انتقال سائل الدماغ الناتج عن الجاذبية الصغرى والتغيرات الفسيولوجية المماثلة تلعب دورًا هامًا في هذه التغيرات. ويمكن أن تشمل العوامل المساهمة الأخرى تشكل جيوب لزيادة ثاني أكسيد الكربون وزيادة كمية الصوديوم المستهلكة. ويبدو من غير المحتمل أن تكون التمارين الرياضية المقاومة أو الهوائية عوامل مساهمة، لكنها يمكن أن تكون تدابير مضادة محتملة لتقليل الضغط داخل العين أو الضغط داخل القحف أثناء الطيران.

## الأسباب والدراسات الحالية
على الرغم من أن السبب النهائي (أو مجموعة الأسباب) للأعراض الموضحة في قسم حوادث الطيران طويلة الأمد غير معروف، يُعتقد أن الاحتقان الوريدي في الدماغ الناجم عن تحولات سائل الرأس يمكن أن تكون آلية مرضية موحدة. بالإضافة إلى ذلك، تشير دراسة حديثة إلى حدوث تغييرات في ديناميكية السوائل كما هو الحال في السائل الدماغي الشوكي وزيادة انتشارها حول العصب البصري في ظل ظروف الجاذبية الصغرى، هذه المحاكاة يمكن تساهم في تغيرات بصرية خلال رحلات الفضاء. بمثابة جزء من الجهود المبذولة لتوضيح السبب (أو الأسباب)، بدأت ناسا في برنامج رصد مهني معزز لجميع رواد الفضاء مع إيلاء اهتمام خاص للعلامات والأعراض المرتبطة بحدوث الضغط داخل القحف.
أُبلِغ عن نتائج مماثلة فيما بين رواد الفضاء الروس الذين سافروا ضمن بعثات طويلة الأجل في مركبة الفضاء مير. ونشر النتائج كل من ماياسنيكوف وستيبانوفا في عام 2008.
تشير أبحاث الحيوانات من بعثة (بيون إم.1) الروسية إلى أن الضغط داخل الشرايين الدماغية يمكن أن يؤدي إلى انخفاض تدفق الدم، وبالتالي المساهمة في ضعف البصر.
في 2 نوفمبر 2017، ذكر العلماء أنه يمكن  العثور على تغييرات كبيرة في موضع وهيكل الدماغ لدى رواد الفضاء الذين أجروا رحلات في الفضاء، بناءً على دراسات التصوير بالرنين المغناطيسي. كان لدى رواد الفضاء الذين أجروا رحلات فضائية أطول بصورة عامة تغيرات أكبر في الدماغ.

### ثاني أكسيد الكربون
ثاني أكسيد الكربون هو ناتج طبيعي للأيض. ويطلق الناس خلال الزفير نحو 200 مل من ثاني أكسيد الكربون في الدقيقة أثناء الاستراحة وأكثر من 4 لتر عند مستويات التدريب القصوى. في بيئة مغلقة، يمكن لثاني أكسيد الكربون أن يرتفع بسرعة ويمكن توقعه إلى حدٍ ما في بيئة مثل محطة الفضاء الدولية. تبلغ تركيزات ثاني أكسيد الكربون الاسمية على الأرض ما يقرب من 0.23 مم زئبقي، بينما مستويات ثاني أكسيد الكربون الاسمية على متن المحطة الفضائية الدولية تصل إلى 20 ضعف، أي ما بين 2.3 إلى 5.3 مم زئبقي. لم يتعرض رواد الفضاء الذين عانوا من أعراض ضعف البصر بسبب الضغط داخل القحف لمستويات ثاني أكسيد الكربون التي تزيد عن 5 مم زئبقي.
تحدث زيادة التهوية ومعدل ضربات القلب مع ارتفاع ثاني أكسيد الكربون. يؤدي فرط ثاني أكسيد الكربون إلى حدوث توسيع وعائي ضمن الأوعية الدموية الدماغية، وتؤدي زيادة تدفق الدم الدماغي وارتفاع ضغط داخل القحف عادةً إلى صداع واضطرابات بصرية وغيرها من أعراض الجهاز العصبي المركزي. ثاني أكسيد الكربون عبارة عن موسع وعائي قوي معروف، وزيادة ضغط التروية الدماغية ستزيد إنتاج السائل الدماغي الشوكي بنحو 4%.
نظرًا لانخفاض حركة الهواء في الجاذبية الصغرى، يمكن أن تتشكل الجيوب المحلية لزيادة تركيزات ثاني أكسيد الكربون. وبدون التهوية المناسبة، يمكن أن يرتفع الضغط الجزئي لثاني أكسيد الكربون إلى أكثر من 9 مم زئبقي في غضون 10 دقائق حول فم رائد الفضاء النائم وذقنه. يحتاج العلماء إلى مزيد من البيانات لفهم العوامل الفردية والبيئية التي تساهم في ظهور أعراض مرتبطة بثاني أكسيد الكربون في الجاذبية الصغرى.